# Phleum
Phleum L., 1753 è un genere di piante angiosperme monocotiledoni appartenente alla famiglia Poaceae (o Gramineae, nom. cons.). È l'unico genere della sottotribù Phleinae Dumort., 1868.

## Etimologia
Il nome del genere deriva da un nome greco classico per una canna palustre non identificata.
Il nome scientifico del genere è stato definito da Linneo (1707 – 1778), biologo svedese considerato il padre della moderna classificazione scientifica degli organismi viventi, nella pubblicazione "Species Plantarum" (Sp. Pl. 1: 59 - 1753) del 1753. Il nome scientifico della sottotribù è stato definito dal botanico, naturalista e politico belga Barthélemy Charles Joseph Dumortier  (1797-1878) nella pubblicazione "Bulletin de la Société Royale de Botanique de Belgique" (Bull. Soc. Roy. Bot. Belgique 7: 69. 1868) del 1868.

## Descrizione

### Portamento
Il portamento delle specie di questo gruppo in genere è cespuglioso o rizomatoso con forme biologiche tipo terofita cespitosa (T caesp), geofita rizomatosa (G rhiz) o emicriptofita cespitosa (H caesp) e quindi cicli biologici annuali o perenni. I culmi, eretti, genicolati o decombenti, sono cavi a sezione più o meno rotonda; a volte possono essere ingrossati alla base (come un bulbo). In queste piante non sono presenti i micropeli. Le radici possono essere fibrose. Altezza massima delle piante: da 30 a 150 cm.

### Foglie
Le foglie lungo il culmo sono disposte in modo alterno, sono distiche e si originano dai vari nodi. Sono composte da una guaina, una ligula e una lamina. Le venature sono parallelinervie. Non sono presenti i pseudopiccioli e, nell'epidermide delle foglia, le papille.
- Guaina: la guaina è abbracciante il fusto  (aperta lateralmente) e in genere è priva di auricole.
- Ligula: la ligula, corta, è membranosa e a volte è cigliata.
- Lamina: la lamina, dal portamento rigido, ha delle forme generalmente lineari, più o meno piane con margini scabrosi.

### Infiorescenza

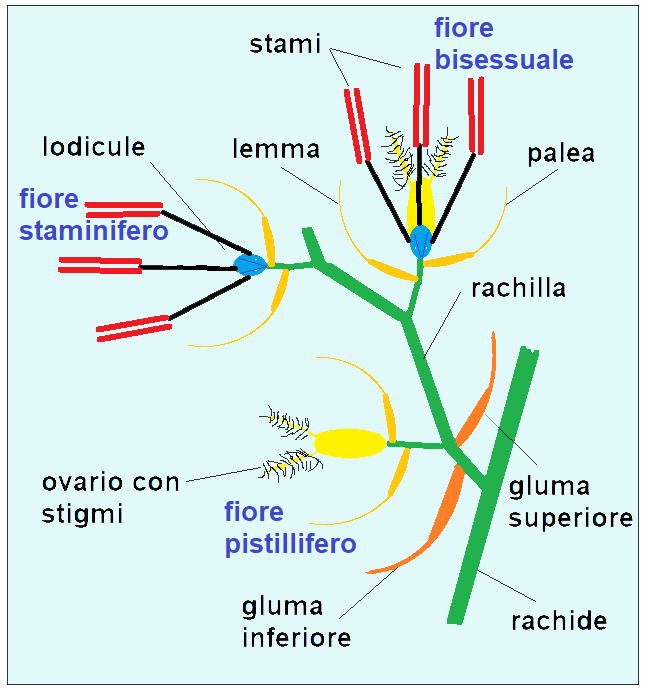
Spighetta generica con tre fiori diversi

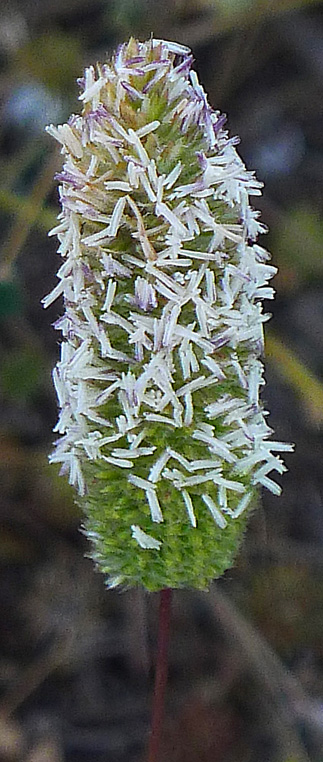
Infiorescenza
Phleum arenarium

- Infiorescenza principale (sinfiorescenza o semplicemente spiga): le infiorescenze, terminali e prive di rami laterali, in genere sono formate da alcune spighette ed hanno la forma di una pannocchia peduncolata, densa, cilindrica (a volte allungata, altre corta e oblunga) e appuntita; può essere clavata o globosa. La fillotassi dell'inflorescenza inizialmente è a due livelli, anche se le successive ramificazioni la fa apparire a spirale. Colore della pannocchia: verde o verde-grigia.
- Infiorescenza secondaria (o spighetta): le spighette, compresse lateralmente, sottese da due brattee distiche e strettamente sovrapposte chiamate glume (inferiore e superiore), sono formate da un fiore. Possono essere presenti dei fiori sterili; in questo caso sono in posizione distale rispetto a quelli fertili. Alla base di ogni fiore sono presenti due brattee: la palea e il lemma. La disarticolazione avviene con la rottura della rachilla sopra le glume. L'estensione della rachilla può essere presente oppure assente.

- Glume: le glume sono più corte o più comunemente sono più lunghe del fiore; sono fortemente compresse (e ristrette all'apice), con carene che si estendono in archi rigidi; gli apici delle glume sono troncati ma mucronati oppure no. Possono essere cigliate sulla carena.
- Palea: la palea è un profillo con due venature; può essere cigliata.
- Lemma: il lemma è bianco con apice acuto o mutico o con una breve scorza; il lemma a volte è pubescente.

### Fiori

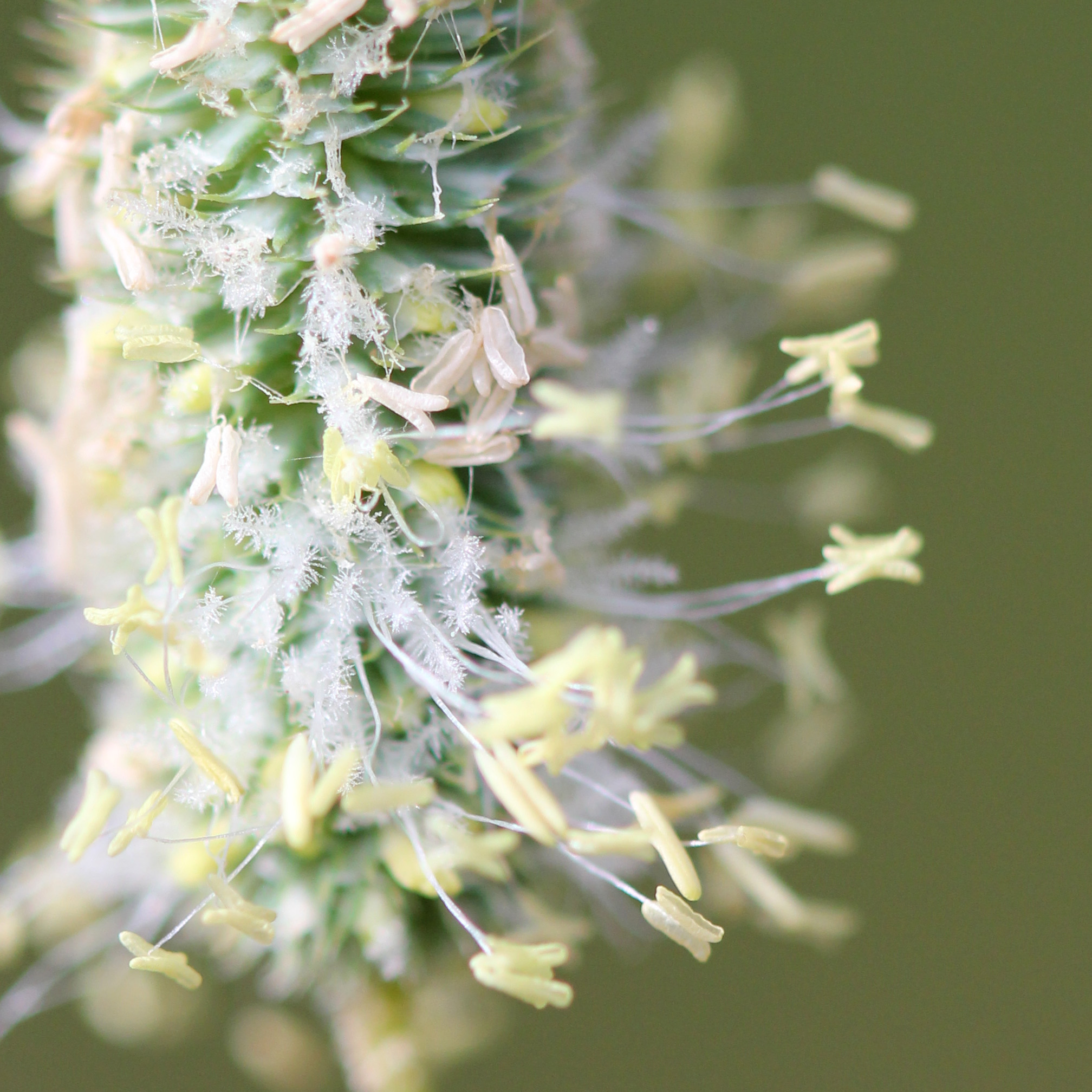
I fiori
Phleum pratense

I fiori fertili sono attinomorfi formati da 3 verticilli: perianzio ridotto, androceo  e gineceo.
- Formula fiorale:[8]

*, P 2, A (1-)3(-6), G (2–3) supero, cariosside.
- Il perianzio è ridotto e formato da due lodicule, delle squame traslucide, poco visibili (forse relitto di un verticillo di 3 sepali). Le lodicule sono membranose e non vascolarizzate.

- L'androceo è composto da 3 stami ognuno con un breve filamento libero, una antera sagittata e due teche. Le antere sono basifisse con deiscenza laterale. Il polline è monoporato.

- Il gineceo è composto da 3-(2) carpelli connati formanti un ovario supero. L'ovario, glabro ed ellittico, ha un solo loculo con un solo ovulo subapicale (o quasi basale). L'ovulo è anfitropo e semianatropo e tenuinucellato o crassinucellato. Lo stilo, breve, è unico con due stigmi allungati, piumosi e distinti.

### Frutti
I frutti sono del tipo cariosside, ossia sono dei piccoli chicchi indeiscenti, con forme trasversalmente ovoidali, nei quali il pericarpo è formato da una sottile parete che circonda il singolo seme. In particolare il pericarpo è fuso al seme ed è aderente. L'endocarpo non è indurito e l'ilo è puntiforme. L'embrione è piccolo e provvisto di epiblasto ha un solo cotiledone altamente modificato (scutello senza fessura) in posizione laterale. I margini embrionali della foglia non si sovrappongono.

## Biologia
Come gran parte delle Poaceae, le specie di questo genere si riproducono per impollinazione anemogama. Gli stigmi più o meno piumosi sono una caratteristica importante per catturare meglio il polline aereo. 
La dispersione dei semi avviene inizialmente a opera del vento (dispersione anemocora) e una volta giunti a terra grazie all'azione di insetti come le formiche (mirmecoria).

## Distribuzione e habitat
La distribuzione delle specie di questo genere è relativa alle regioni dell'Eurasia temperata del nord e all'America del Nord orientale.

### Specie della zona alpina
Delle 11 specie spontanee della flora italiana solamente 6 vivono sull'arco alpino. La tabella seguente mette in evidenza alcuni dati relativi all'habitat, al substrato e alla distribuzione della specie alpina.
| Specie | Comunità vegetali | Piani vegetazionali | Substrato  | pH     | Livello trofico | H2O     | Ambiente | Zona alpina                           |
| --- | ----------------- | ------------------- | ---------- | ------ | --------------- | ------- | -------- | ------------------------------------- |
| Phleum alpinum | 7                 | alpino subalpino    | Si         | acido  | basso           | bagnato | E1       | tutto l'arco alpino (a quote elevate) |
| Phleum bertolonii | 11                | montano collinare   | Ca - Ca/Si | neutro | medio           | bagnato | F2 F3    | tutto l'arco alpino con discontinuità |
| Phleum phleoides | 9                 | montano collinare   | Ca - Si    | neutro | basso           | arido   | F2       | tutto l'arco alpino                   |
| Phleum hirsutum | 10                | subalpino           | Ca - Ca/Si | basico | medio           | medio   | F5       | tutto l'arco alpino                   |
| Phleum paniculatum | 2                 | collinare           | Ca - Si    | neutro | medio           | secco   | B1 B2    | tutto l'arco alpino con discontinuità |
| Phleum pratense | 11                | montano collinare   | Ca - Si    | neutro | alto            | medio   | F3       | tutto l'arco alpino                   |
| Legenda e note alla tabella. Substrato: con “Ca/Si” si intendono rocce di carattere intermedio (calcari silicei e simili). Zona alpina: vengono prese in considerazione solo le zone alpine del territorio italiano (sono indicate le sigle delle province). Comunità vegetali: 2 = comunità terofitiche pioniere nitrofile; 7 = comunità delle paludi e delle sorgenti; 9 = comunità a emicriptofite e camefite delle praterie rase magre secche; 10 = comunità delle praterie rase dei piani subalpino e alpino con dominanza di emicriptofite; 11 = comunità delle macro- e megaforbie terrestri. Ambienti: B1 = campi, colture e incolti; B2 = ambienti ruderali, scarpate; E1 = paludi e torbiere basse; F2 = praterie rase, prati e pascoli dal piano collinare al subalpino; F3 = prati e pascoli mesofili e igrofili; F5 = praterie rase subalpine e alpine. |                   |                     |            |        |                 |         |          |                                       |

## Tassonomia
La famiglia delle Poacee comprende circa 800 generi e oltre 9.000 specie. È una delle famiglie più numerose e più importanti del gruppo delle monocotiledoni. La famiglia è suddivisa in 12 sottofamiglie, la sottotribù Phleinae fa parte della sottofamiglia Pooideae, tribù Poeae.

### Specie
Il genere Phleum comprende 17 specie e due ibridi riconosciuti (per le specie europee è indicata la distribuzione euro-mediterranea):
- Phleum alpinum L., 1753 - Distribuzione: Europa completa, Transcaucasia e Anatolia.
- Phleum arenarium L., 1753 - Distribuzione: Europa occidentale, Penisola Balcanica, Crimea, Israele e Magreb
- Phleum arenosum Charit.
- Phleum bertolonii DC., 1813
- Phleum boissieri Bornm., 1912 - Distribuzione: Anatolia e Siria
- Phleum × brueggeri K.Richt., 1889
- Phleum crypsoides (d'Urv.) Hack., 1892 - Distribuzione: Grecia e Cipro
- Phleum echinatum Host, 1805 - Distribuzione: Penisola Balcanica
- Phleum exaratum Griseb., 1846 - Distribuzione: Europa meridionale-orientale, Anatolia e Siria
- Phleum himalaicum Mez, 1921
- Phleum hirsutum Honck., 1782 - Distribuzione: Europa centrale e Penisola Balcanica
- Phleum iranicum Bornm. & Gauba, 1939
- Phleum montanum K.Koch, 1848 - Distribuzione: Penisola Balcanica, Transcaucasia, Anatolia e Siria
- Phleum paniculatum Huds., 1762 - Distribuzione: Europa meridionale-mediterranea, Transcaucasia e Anatolia
- Phleum phleoides (L.) H.Karst., 1880 - Distribuzione: Europa completa, Transcaucasia, Anatolia e Magreb.
- Phleum pratense L., 1753 - Distribuzione: Europa completa e Mediterraneo completo
- Phleum rhaeticum (Humphries) Rauschert
- Phleum subulatum (Savi) Asch. & Graebn., 1899 - Distribuzione: Europa meridionale-mediterranea, Anatolia, Asia mediterranea e Africa mediterranea
- Phleum × viniklarii Röhl., 1934

### Specie della flora italiana
Per meglio comprendere ed individuare le varie specie del genere (solamente per le specie spontanee della flora italiana) l’elenco seguente utilizza in parte il sistema delle chiavi analitiche (vengono cioè indicate solamente quelle caratteristiche utili a distingue una specie dall'altra):
- Gruppo 1A: l'apice delle gume è progressivamente ristretto, è acuto ma non è mucronato;

- Gruppo 2A: il ciclo biologico delle piante è annuo;

- Gruppo 3A: la forma della pannocchia è clavata, ovata o globosa, ed è lunga 1,5 volte la larghezza;

Phleum arenarium L. - Codolina delle spiagge: le glume sono acute con apici diritti ma non mucronati; l'altezza della pianta varia tra 8 e 25 cm; il ciclo biologico è annuo; la forma biologica è terofita scaposa (T scap); il tipo corologico è Mediterraneo - Atlantico; gli habitat tipici sono le dune dei litorali; in Italia è una specie comune distribuita su tutto il territorio (Alpi escluse).
Phleum exaratum Griseb. - Codolina greca: le glume hanno apici divergenti brevemente mucronati; l'altezza della pianta varia tra 1 e 2 dm; il ciclo biologico è annuo; la forma biologica è terofita scaposa (T scap); il tipo corologico è Steno-Mediterraneo - Orientale; gli habitat tipici sono gli incolti aridi; in Italia è una specie rara e si trova al Sud fino ad una altitudine di 500 m s.l.m.. Nella "Flora d'Italia" di Sandro Pignatti questa entità è indicata con il sinonimo di P. graecum Boiss. et Heldr..
Phleum crypsoides (d'Urv.) Hack. - Codolina di Sardegna: le glume hanno delle ciglia pettinate presenti solamente nella metà apicale della carena; l'altezza della pianta varia tra 1 e 3 dm; il ciclo biologico è annuo; la forma biologica è terofita scaposa (T scap); il tipo corologico è Endemico; gli habitat tipici sono le dune marittime; in Italia è una specie molto rara e si trova solamente in Sardegna. Nella "Flora d'Italia" di Sandro Pignatti questa entità è indicata con il sinonimo di P. sardoum (Hackel) Hackel.
- Gruppo 3B: la forma della pannocchia è cilindrica, ed è lunga 6 - 15 volte la larghezza;

Phleum subulatum (Savi) Asch. & Graebn. - Codolina subulata: l'altezza della pianta varia tra 1 e 4 dm; il ciclo biologico è annuo; la forma biologica è terofita scaposa (T scap); il tipo corologico è Steno-Mediterraneo; gli habitat tipici sono gli incolti, i pascoli aridi, le vigne e gli oliveti; in Italia è una specie comune e si trova, con qualche discontinuità, su tutto il territorio fino ad una altitudine di 600 m s.l.m..
- Gruppo 2B: il ciclo biologico delle piante è perenne;

Phleum hirsutum Honck. - Codolina irsuta: l'altezza della pianta varia tra 2 e 6 dm; il ciclo biologico è perenne; la forma biologica è geofita rizomatosa (G rhiz); il tipo corologico è Orofita / Sud Est Europeo; gli habitat tipici sono i prati aridi; in Italia è una specie rara e si trova solamente al Nord fino ad una altitudine compresa tra 500 e 1.900 m s.l.m.. Nella "Flora d'Italia" di Sandro Pignatti associata a questa entità si trova anche la specie P. ambiguum Ten., considerata attualmente un sinonimo di P. hirsutum. È indicata inoltre un'altra specie simile a P. hirsutum: Phleum montanum K. Koch.
- Gruppo 1B: l'apice delle glume è troncato e termina con un evidente mucrone (distinto dalla parte laminare);

- Gruppo 4A: il ciclo biologico delle piante è annuo;

Phleum paniculatum Huds. - Codolina lima: la pannocchia ha una forma cilindrica molte volte più lunga che larga; l'altezza della pianta varia tra 1 e 4 dm; il ciclo biologico è annuo; la forma biologica è terofita scaposa (T scap); il tipo corologico è Euri-Mediterraneo / Turanico; gli habitat tipici sono gli incolti aridi, i muri, i bordi delle vie, le vigne e gli oliveti; in Italia è una specie rara e si trova su tutto il territorio fino ad una altitudine di 700 m s.l.m..
Phleum echinatum Host - Codolina ovata: la pannocchia ha una forma ovata, lunga fino al doppio del diametro; l'altezza della pianta varia tra 1 e 3 dm; il ciclo biologico è annuo; la forma biologica è terofita scaposa (T scap); il tipo corologico è Steno-Mediterraneo Nordorientale; gli habitat tipici sono gli incolti aridi; in Italia è una specie comune e si trova in alcune regioni del Centro e del Sud fino ad una altitudine di 800 m s.l.m..
- Gruppo 4B: il ciclo biologico delle piante è perenne con portamento cespuglioso;

- Gruppo 5A: la forma della pannocchia è lobata; le ciglia sulla carena delle glume sono minori di 0,1 mm;

Phleum phleoides (L.) H. Karst. - Codolina nuda: l'altezza della pianta varia tra 3 e 6 dm; il ciclo biologico è perenne; la forma biologica è emicriptofita cespitosa (H caesp); il tipo corologico è Euro-Siberiano; gli habitat tipici sono i prati aridi e steppici; in Italia è una specie rara e si trova solamente al Nord fino ad una altitudine di 2.000 m s.l.m..
- Gruppo 5B: la forma della pannocchia è cilindrica; le ciglia delle glume sono lunghe fino a 1 mm;

- Gruppo 6A: il culmo in genere è ingrossato alla base; entrambe le facce delle foglie sono scabre; la ligula è lunga 2 - 5 mm; la pannocchia ha una forma cilindrica 4 - 10 volte più lunga che larga, ed è colorata di verde o verde-grigio;

Phleum pratense L. - Codolina comune: le glume sono lunghe 2,5 - 3 mm con ciglia lunghe 0,9 - 1 mm; l'altezza della pianta varia tra 3 e 10 dm; il ciclo biologico è perenne; la forma biologica è emicriptofita cespitosa (H caesp); il tipo corologico è Centro-Europeo; gli habitat tipici sono i prati stabili falciati e concimati; in Italia è una specie comune e si trova su tutto il territorio fino ad una altitudine di 2.000 m s.l.m..
Phleum bertolonii DC. - Codolina di Bertoloni: le glume sono lunghe 2,1 - 2,2 mm con ciglia lunghe 0,5 - 0,7 mm; l'altezza della pianta varia tra 1 e 5 dm; il ciclo biologico è perenne; la forma biologica è emicriptofita cespitosa (H caesp); il tipo corologico è Euri-Mediterraneo; gli habitat tipici sono i prati stabili; in Italia è una specie comune e si trova su tutto il territorio fino ad una altitudine di 1.700 m s.l.m..
- Gruppo 6A: il culmo non è ingrossato; le foglie sono scabre solamente sui bordi; la ligula è lunga 1 mm; la pannocchia ha una forma ovata 2 - 4 volte più lunga che larga, ed è colorata di ceruleo-violetto;

Phleum alpinum L. - Codolina alpina: l'altezza della pianta varia tra 1 e 5 dm; il ciclo biologico è perenne; la forma biologica è emicriptofita cespitosa (H caesp); il tipo corologico è Orofita / Sud Est Europeo; gli habitat tipici sono i pascoli alpini e le aree presso le malghe; in Italia è una specie rara e si trova su tutto il territorio (isole escluse) fino ad una altitudine compresa tra 1.500 e 2.600 m s.l.m.. Nella "Flora d'Italia" di Sandro Pignatti associata a questa entità si trova anche la specie P. commutatum Gaudin., considerata attualmente un sinonimo di P. alpinum.

### Filogenesi
La sottotribù Phleinae fa parte della tribù Poeae R.Br., 1814 (quest'ultima è compresa nella supertribù Poodae L. Liu, 1980). La tribù Poeae (formata da diverse sottotribù suddivise in alcune supersottotribù) è l'ultimo nodo della sottofamiglia Pooideae ad essersi evoluto (gli altri precedenti sono la tribù Brachyelytreae, e le supertribù Nardodae, Melicodae, Stipodae e Triticodae).
La sottotribù Phleinae (monofiletica (e monogenerica) nell'attuale circoscrizione) appartiene al gruppo con le sequenze dei plastidi di tipo "Poeae" (definito "Poeae chloroplast groups 2 ") ed è circoscritta nella supersottotribù Poodinae Soreng & L.J. Gillespie, 2017 (chiamato anche PAM clade) comprendente una decina di sottotribù tra le quali Poinae, Miliinae, Phleinae, Beckmanniinae, Cinninae, Alopecurinae, Ventenatinae e altre ancora in fase di definizione come la sottotribù Avenulinae, Brizochloinea, alcuni cladi provvisori e il genere incertae sedis Arctopoa. All'interno della supersottotribù la sottotribù di questa voce è in posizione politomica con il gruppo denominato "ABCV clade" e alcune altre sottotribù. In alcune analisi Poinae e Phleinae formano un "gruppo fratello", ma non in altre nelle quali tuttavia le tre sottotribù Poinae, Miliinae e Phleinae sembrano collegate filogeneticamente. Ulteriori studi sono necessari per avere informazioni più dettagliate e precise in quanto la struttura sopra descritta non è l'unica che emerge dalle analisi filogenetiche attuali.
Le seguenti sinapomorfie sono relative a tutta la sottofamiglia (Pooideae):
- la fillotassi dell'inflorescenza inizialmente è a due livelli;
- le spighette sono compresse lateralmente;
- i margini embrionali della foglia non si sovrappongono;
- l'embrione è privo della fessura scutellare.

Le sinapomorfie relative alla tribù Poeae sono:
- l'ilo è puntiforme;
- dei lipidi (grassi) sono presenti nell'endosperma;
- le lodicule sono prive di ciglia;
- l'ovario è glabro.

Per il genere di questa voce è stata trovata la seguente sinapomorfia:
- le glume si presentano con delle carene che si estendono in archi rigidi.

Il numero cromosomico delle specie di questo gruppo è: 2n = 14, 28 e 42.
In passato il genere Pseudophleum Dogan, 1982 era separato da Phleum perché le glume sono più corte del fiore, ma non c'è altra ragione per separarlo.